# Ianthocincla ocellata
Ianthocincla ocellatus là một loài chim trong họ Leiothrichidae.